# Józef Derewojed
Józef Derewojed (ur. 5 listopada 1893 w Rostowie nad Donem) – porucznik artylerii Wojska Polskiego, kawaler Orderu Virtuti Militari.

## Życiorys
W latach 1919–1920 w czasie wojny z bolszewikami walczył w szeregach 8 pułku artylerii polowej. 27 września 1919 jako dowódca plutonu 6 baterii wyróżnił się w walce o zdobycie Lepla. Po zakończeniu działań wojennych kontynuował służbę w 8 pap.

## Ordery i odznaczenia
- Krzyż Srebrny Orderu Wojskowego Virtuti Militari nr 4703[4][5]